# 清福陵
清福陵（穆麟德轉寫：hūturingga munggan），俗称东陵，坐落在中国辽宁省沈阳市的东北郊外，为盛京三陵之一。是后金的大汗努尔哈赤的陵墓。另有努尔哈赤的后妃叶赫那拉氏、博尔济吉特氏等人葬于此处。整个陵园背靠山峦，气势宏伟，风景优美。1988年，福陵被中华人民共和国国务院公布为第三批全国重点文物保护单位之一。2004年，包括福陵在内的盛京三陵作为明清皇家陵寝的拓展项目被列入世界文化遗产。

## 营建
福陵坐落在沈阳市区东北的丘陵山地之间，南临浑河，北靠天柱山。它所在的沈阳是清朝（后金）入关前的都城，当时称盛京。天命十一年（1626年），努尔哈赤在盛京去世，因没有找到合适的安葬地点，所以未立即下葬。直到天聪三年（1629年），才选定在盛京的东北郊外营建陵墓。同年二月，皇太极将生母叶赫那拉氏的墓从东京杨鲁山迁来此处。福晋富察氏亦祔葬。
初建时，只称作“先汗陵”或“太祖陵”，崇德元年（1636年）定名为“福陵”，寓意大清江山福运长久。顺治元年（1644年）二月，福晉博爾濟吉特氏祔葬。陵墓到顺治八年（1651年）基本建成，后来在康熙和乾隆年间又续有增建。陪葬墓有寿康太妃园寝，建筑已不存。

## 陵园
福陵的布局严谨，规模宏大，总面积约19.48万平方米。形制为外城内郭，由前院、方城和宝城三部分构成，自南而北渐次升高。这既不同于明朝的陵墓，也不同于清朝入关后建造的陵寝。
陵园的四周环绕着红色缭墙，平面为长方形，南北长900米，东西宽340米。南面墙正中开三楹歇山式的正门，称正红门，两边墙壁上镶嵌有五彩琉璃蟠龙。门外两侧有下马碑、牌坊、石狮和华表等，原为木制，乾隆时改为石制。门内神道旁排列着狮、马、驼、虎等四对石像生。
自神道终点起，地势逐渐升高，先后为一百零八磴台阶、石桥和碑楼。碑楼建于康熙二十七年（1688年），内立康熙帝撰文、用满文和汉文两种文字书写的《大清福陵神功圣德碑》。碑楼左右有茶果房、涤器房、省牲亭、斋房等辅助建筑。
方城位于碑楼后，是一座城堡式建筑，为陵园的主体。城中央有隆恩殿和东西配殿，是祭祀之所。隆恩殿坐落在须弥座台基上，面阔、进深俱为三间，单檐歇山顶，供奉木主神牌。殿前有焚帛楼，殿后有石柱门和石五供。配殿东西各五间，均为周围廊、歇山式建筑。方城城墙高约5米，周长约370米，南有隆恩门，北有明楼，四周都设角楼。隆恩门是一座三层歇山顶式的门楼。明楼内竖“太祖高皇帝之陵”石碑，楼下为石洞门。方城内的建筑都用黄琉璃瓦铺顶，廊柱俱是朱红色，廊枋间有“和玺”式彩绘壁画。
方城之后为周长约190米的月牙形的宝城，又称月牙城。城正中是高2米的宝顶，其下即为安葬努尔哈赤和孝慈高皇后叶赫那拉氏以及三个殉葬嫔妃的灵柩地宫。
福陵自1929年起被代奉天省政府辟作公园，因其位于市区的东部而得名东陵，目前除方城明楼曾毁于雷火后又修复外，其余皆保存完好。陵园周边为青松古林环抱，称“天柱排青”，是盛京胜景之一。

## 图集
- 正红门
- 碑楼
- 隆恩门
- 角楼
- 隆恩殿
- 神道雕像

## 参看
- 明清皇家陵寝
- 清昭陵
- 盛京三陵
- 沈阳故宫

## 连接
- 世界遗产：明清皇家陵寝 （页面存档备份，存于）